# Amee Donohoe
Amee Donohoe est une surfeuse professionnelle australienne née le 8 novembre 1980 à Sydney, Nouvelle-Galles du Sud, Australie.

## Biographie
Avec deux titres australiens des moins de 18 ans, 2 podiums en deux mondiaux juniors et participe au WQS en 1999. Après deux fructueuses années dans le WQS, Ammee accède au WCT en 2002, mais elle finit 17e et rétrograde en WQS en 2003. Elle décide de prendre un certain recul avec le surf.

De retour en 2004 Amee se bat malgré l'absence de soutien financier la forçant à manquer quelques compétitions.

2005 est à nouveau difficile, avec une blessure au genou et une opération, la forçant à manquer la première moitié de la saison, mais Amee a promis de revenir plus fort que jamais. Elle est déjà de retour dans le top dix du WQS en 2006 et regagne sa place dans le WCT pour 2007.

## Résultats

### palmarès
- 2006 : 1e Central Coast Pro, Soldiers Beach, Australie (WQS 1 étoile)

### WCT
- 2002 : 17e
- 2007 : 6e
- 2008 : 5e

| Classement | Progression     | Nom               | Pays             | Points |
| ---------- | --------------- | ----------------- | ---------------- | ------ |
| 1          | Pas d'évolution | Stéphanie Gilmore | Australie        | 2172   |
| 2          | En progression  | Silvana Lima      | Brésil           | 1560   |
| 3          | En progression  | Sofía Mulánovich  | Pérou            | 1308   |
| 3          | En progression  | Paige Hareb       | Nouvelle-Zélande | 1308   |
| 5          | En régression   | Melanie Bartels   | États-Unis       | 1152   |